# NGC 5879
NGC 5879 هي مجرة حلزونية تقع في كوكبة التنين (كوكبة). تم اكتشاف المجرة في عام 1788 من قبل وليام هيرشل. وهي عضو في مجموعة NGC 5866.

## وصلات خارجية
- NGC 5879 على موقع ويكي سكاي: DSS2, SDSS, GALEX, IRAS, Hydrogen α, X-Ray, Astrophoto, Sky Map, Articles and images